# 周公宅水库
周公宅水库是中国浙江省宁波市境内的一座水库。水库始建于2003年2月18日，基本建成于2007年1月21日。水库位于海曙区章水镇境内的鄞江上游大皎溪上，皎口水库上游15千米，总库容1.118亿立方米，坝体采用混凝土双曲拱坝，高125.5米，建成时为华东地区同类坝中高度之最。周公宅水库的主要作用为供水和防洪，兼作发电、灌溉。水库原水直供鄞江镇境内的毛家坪水厂，处理后利用地势输入宁波城市供水环网。